# Ingušsko

Mapa

Ingušsko, plným názvem Republika Ingušsko (Республика Ингушетия, ГIалгIай Мохк), je autonomní vnitrozemskou republikou Ruské federace v předhůří Kavkazu. Sousedí se Severní Osetií-Alanií, Čečenskem a Gruzií.

## Historie
Ve středověku existovala na jejím území říše Alanie, která byla ve 13. století zničena vpádem Mongolů. Od 16. století pronikaly do oblasti horské kmeny Čečenů a Ingušů, které daly oblasti jméno. V průběhu 19. století bylo Čečensko a Ingušsko připojeno k Rusku. Po ruské revoluci se území stalo nejprve součástí Těrské (Těrecké) sovětské republiky (1918–1919), od roku 1921 pak Horské ASSR (Gorskaja ASSR). Roku 1924 byla Horská ASSR zrušena a jednotlivé oblasti získaly autonomii v rámci RSFSR. Roku 1934 bylo Ingušsko s Čečenskem sloučeno (Čečensko-ingušská AO, od roku 1936 Čečensko-ingušská ASSR v rámci RSFSR). Za 2. světové války byla republika krátkodobě okupována Německem, po osvobození byl zrušen autonomní republikový statut a obyvatelstvo bylo násilně vysidlováno do Střední Asie. K revizi tohoto aktu došlo roku 1957, kdy byl obnoven autonomní statut a obyvatelstvu povolen návrat. V souvislosti s rozkladem SSSR vzrostlo v republice napětí mezi hlavními etnickými skupinami, Čečeny a Inguši. Na rozdíl od Čečenska se Inguši vyslovili pro setrvání v rámci Ruské federace a poté, co Čečensko vyhlásilo nezávislost, se Ingušsko od něj odtrhlo a byla vyhlášena Ingušská republika (v rámci Ruské federace). Roku 1993 byl změněn název na současný. V roce 1992 vypukl konflikt mezi Inguši a Osety na území, které bylo roku 1944 přičleněno k Severní Osetii a roku 1957 nebylo vráceno zpět Ingušsku (Prigorodnyj rajon). Většina ingušského obyvatelstva uprchla ze sporné oblasti (odhady kolísají mezi 30 až 60 tisíci) a přes severoosetsko-ingušskou dohodu o repatriaci uprchlíků z roku 1994 jich stále většina zůstává v Ingušsku. Na podzim 1997 bylo pod ruskou patronací podepsána severoosetsko-ingušká dohoda o postupné normalizaci situace v této oblasti včetně ruské ekonomické pomoci. V Ingušsku je[kdy?] též na 100 000 uprchlíků z Čečenska.

## Symboly

### Vlajka
Ingušská vlajka je tvořena listem o poměru stran 2:3 se třemi vodorovnými pruhy: zeleným, bílým a zeleným o poměru šířek 1:4:1. Uprostřed, v bílém pruhu, je umístěn ingušský sluneční znak ve tvaru prstence se třemi zaoblenými (proti směru hodinových ručiček) rameny. Poloměr vnitřního kruhu slunečního znamení je 1/6 šířky vlajky. Každý ze tří paprsků slunečního znamení je půlkruh, jehož vnitřní poloměr je 1/8 šířky vlajky. Šířka pruhu, který tvoří obvod slunečního znamení a paprsků, je 1/36 šířky vlajky.

## Galerie

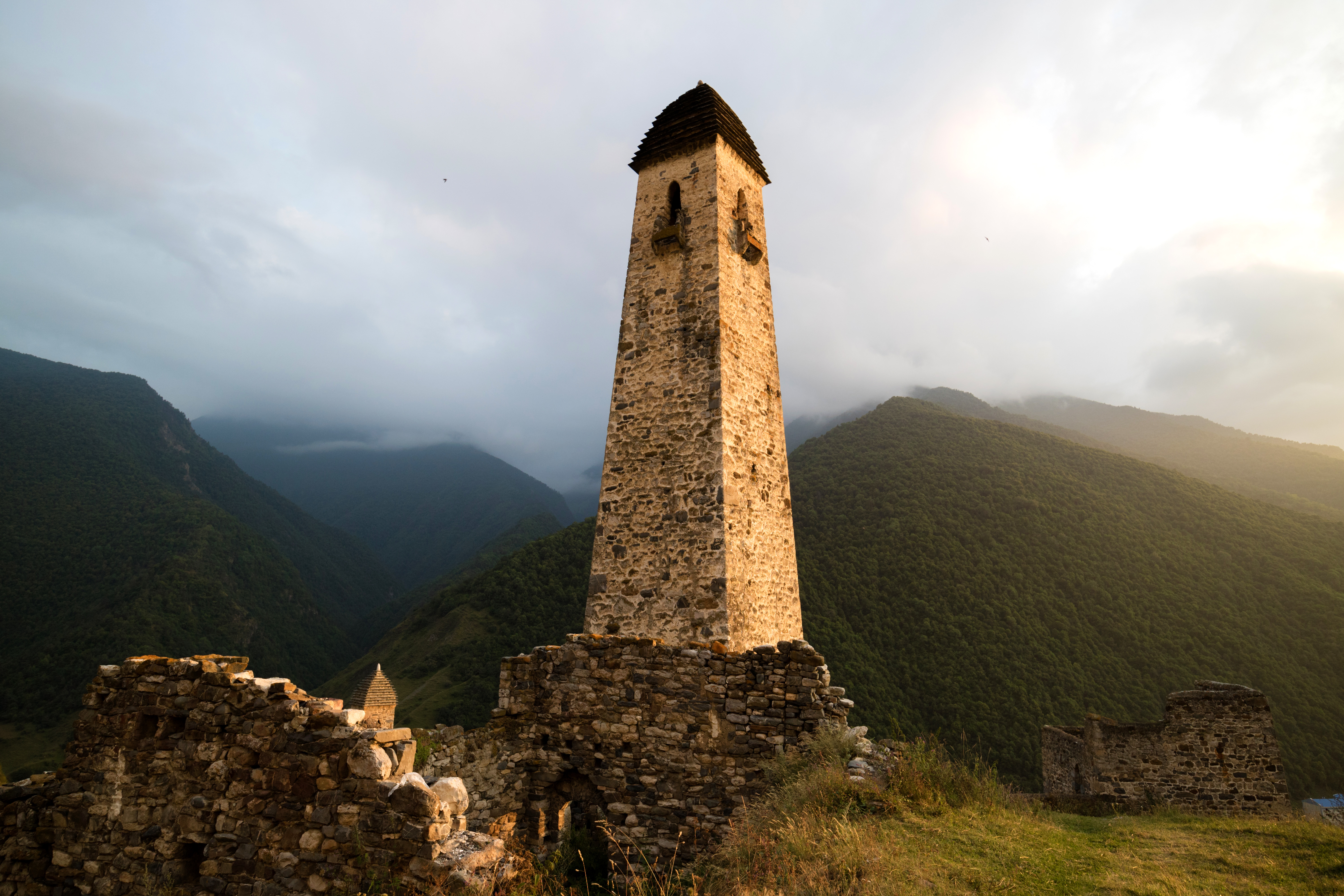
Erzi
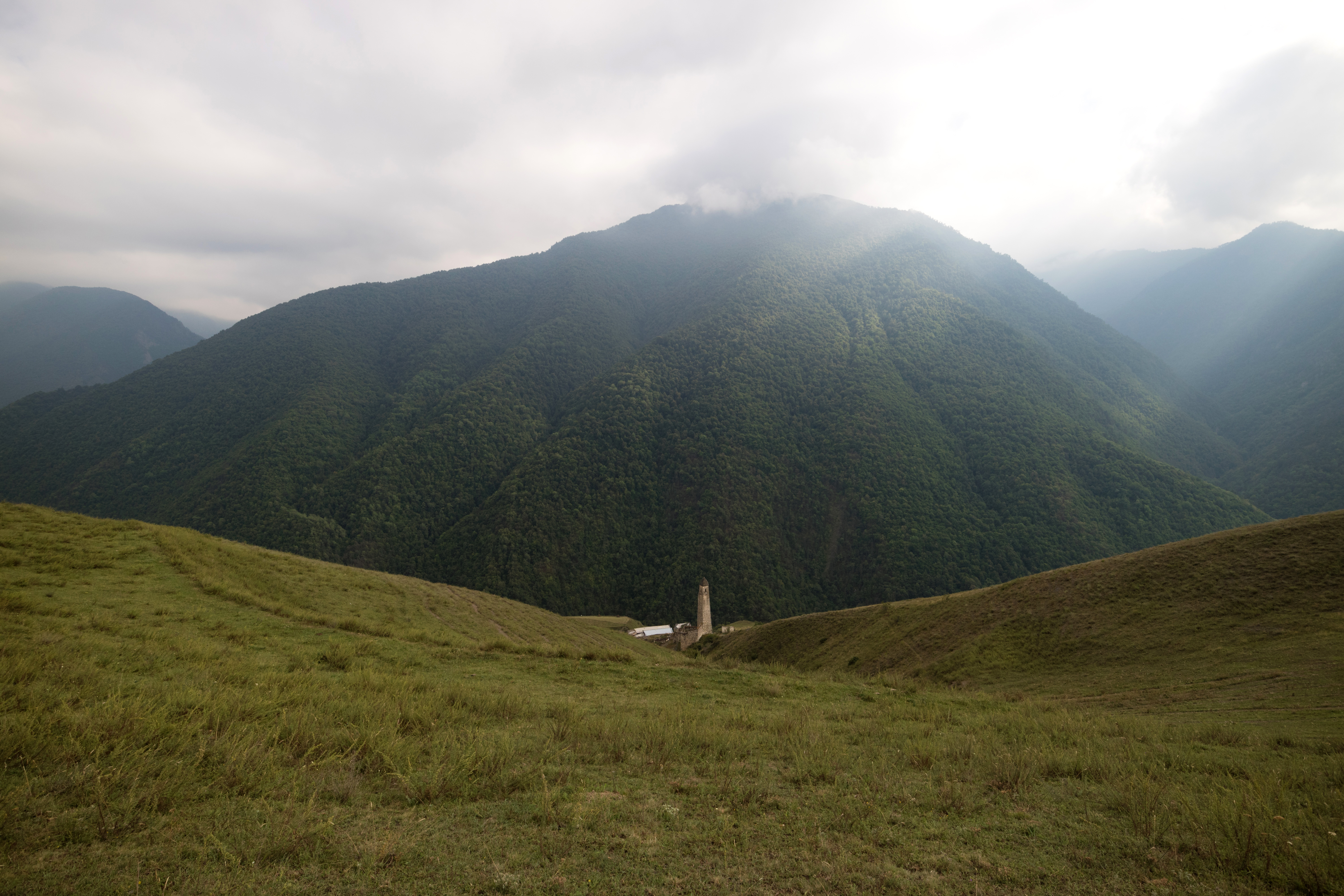
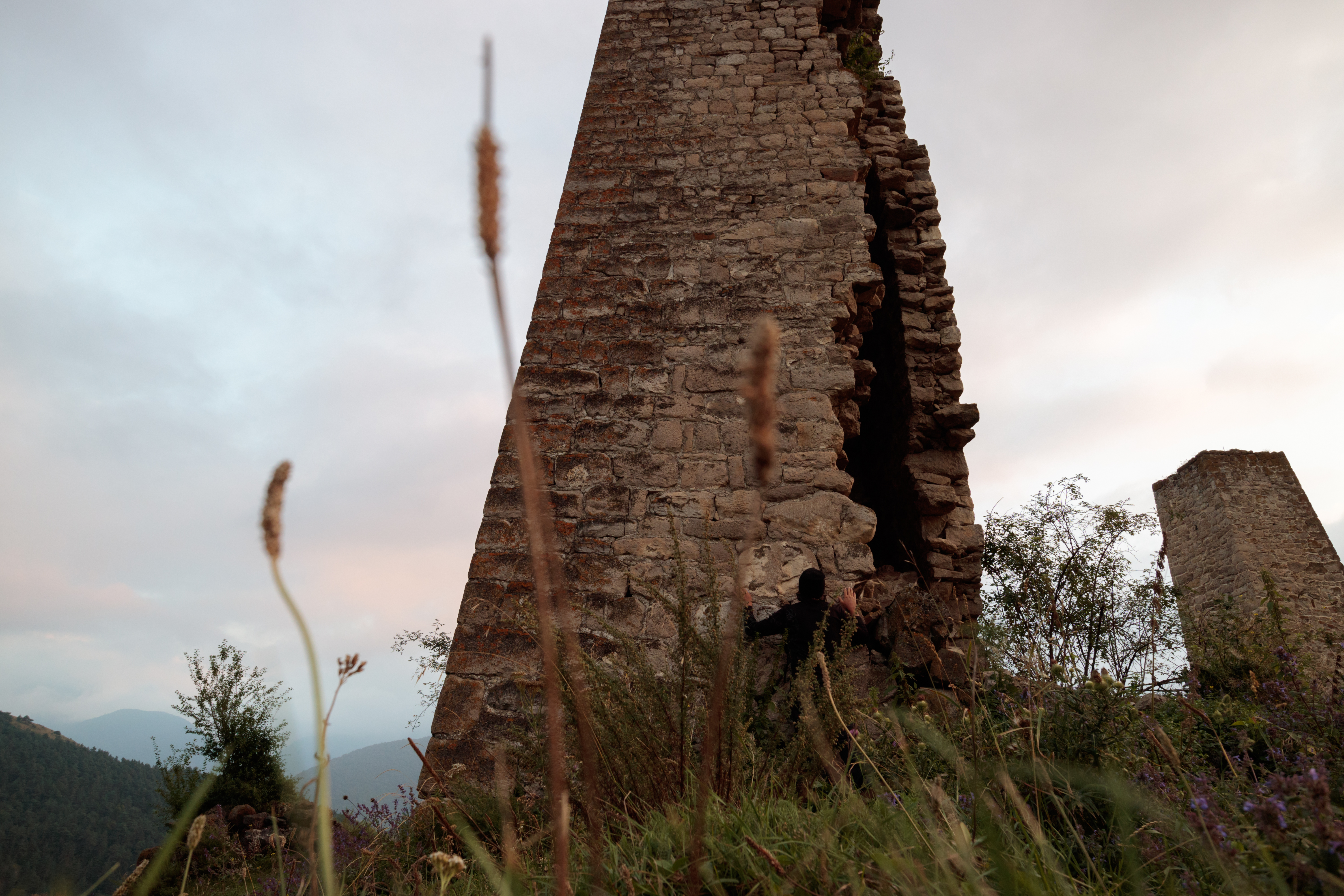
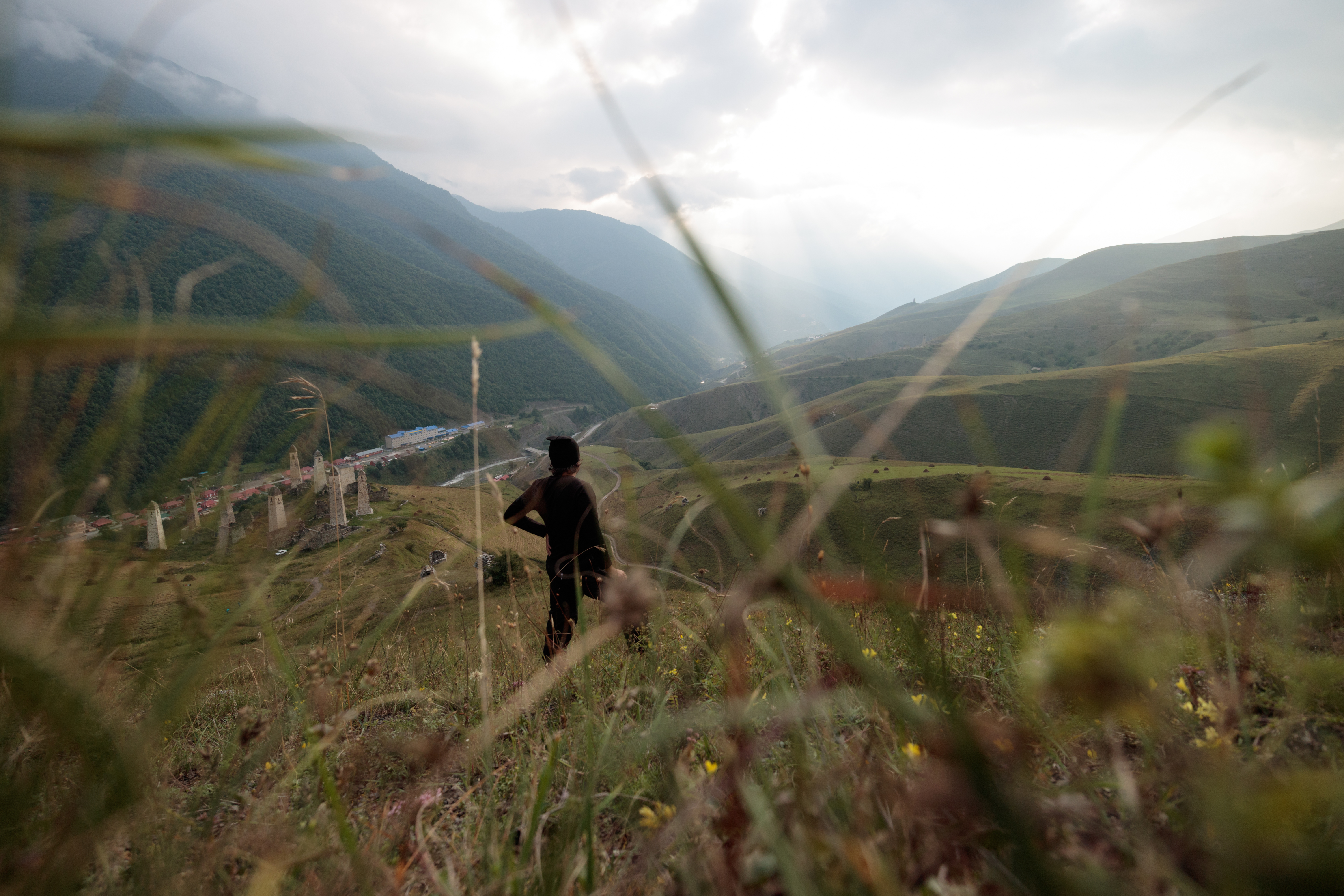
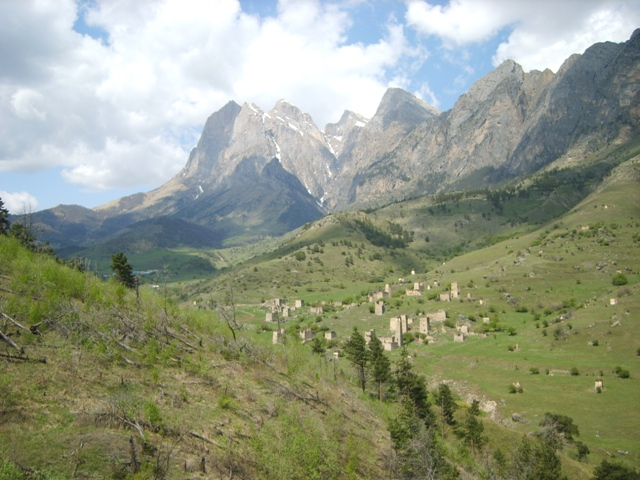
Cej-lomský horský hřeben
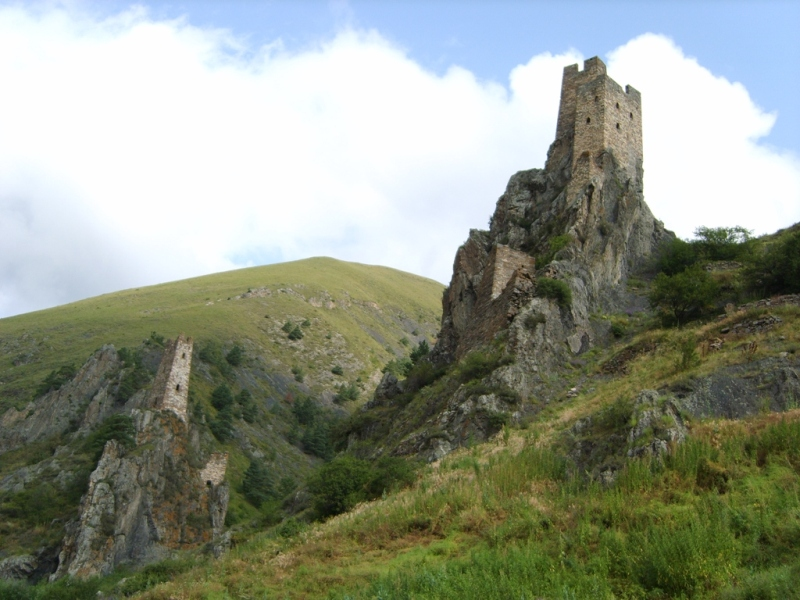
Hrad Vovnuški